# Egholm
Egholm es una isla de Dinamarca ubicada en el fiordo de Limfjord, cerca de Aalborg. La isla ocupa una superficie de of 6,05 km² y alberga una población de 50 habitantes. A Egholm se puede llegar en ferry desde Aalborg, en tan sólo 5 minutos.
- Datos: Q1297770
- Multimedia: Egholm (Limfjorden) / Q1297770